# Assar Lindbeck
Carl Assar Eugén Lindbeck (* 26. Januar 1930 in Umeå, Schweden; † 28. August 2020) war ein schwedischer Wirtschaftswissenschaftler und Professor für internationale Volkswirtschaftslehre an der Universität Stockholm. Seine Forschungsgebiet sind der Wohlfahrtsstaat und die Insider-Outsider-Theorie.

## Leben
Lindbeck durchlief eine akademische Ausbildung in Stockholm und Uppsala. 1975 bis 1995 war er Professor an der Universität Stockholm.
Lindbeck spielte eine wesentliche Rolle bei der Einrichtung des Preis für Wirtschaftswissenschaften der schwedischen Reichsbank im Gedenken an Alfred Nobel 1968, und war von 1969 bis 1994 Mitglied im Entscheidungskomitee zur Vergabe des Preises, von 1980 bis 1994 dessen Vorsitzender.
Lindbeck war Mitglied der Königlich Schwedischen Akademie der Wissenschaften (1971), seit 1972 auswärtiges Mitglied der Finnischen Akademie der Wissenschaften und der Königlich Dänischen Akademie der Wissenschaften, seit 1989 der American Academy of Arts and Sciences und seit 1989 ordentliches Mitglied der Academia Europaea. Der Norwegischen Akademie der Wissenschaften gehörte er ebenfalls als auswärtiges Mitglied an.

## Ehrungen
- 1996: Bernhard-Harms-Preis des Instituts für Weltwirtschaft Kiel[6]
- 2017: Weltwirtschaftlicher Preis

## Werke
- The housing shortage. A study of the price system in the housing market. Stockholm, 1963
- The Insider-Outsider Theory of Employment and Unemployment. MIT Press, Cambridge, Massachusetts, 1988
- The Swedish Experiment. SNS Förlag, Stockholm, 1997.
- A Study of Monetary Analysis.